# Кравиц, Кевин
Кевин Кравиц (нем. Kevin Krawietz; род. 24 января 1992, Кобург, Германия) — немецкий теннисист. Победитель двух турниров Большого шлема в парном разряде (Открытый чемпионат Франции-2019, 2020); финалист одного турнира Большого шлема в парном разряде (Открытый чемпионат США-2024); победитель Итогового турнира (2024) в парном разряде; победитель 11 турниров ATP в парном разряде.
Победитель одного юниорского турнира Большого шлема в парном разряде (Уимблдон-2009).

## Общая информация
Родителей Кевина зовут Рудольф и Ингрид, есть сестра Мелани. Начал играть в теннис в 5 лет. В 2009 году оставил родной город и перебрался в Мюнхен для дальнейшего развития карьеры.
Любимая поверхность — трава; любимый турнир — Уимблдонский турнир. Любимыми теннисистами в детстве были Роджер Федерер и Ллейтон Хьюитт. Болельщик футбольного клуба Бавария и баскетбольной команды Даллас Маверикс.

## Спортивная карьера

### Юниорская карьера
Кравиц выиграл юниорский турнир Большого шлема на Уимблдоне 2009 года в парном турнире.

### 2009
Кравиц дебютировал в ATP на Открытом чемпионате Германии в 2009 году, получив уайлд-кард. Он проиграл Яну Герных в первом раунде 0-6, 6-4, 3-6.

### 2018
Кравиц достиг третьего раунда на Уимблдоне в парном разряде с Андреасом Мисом, где они уступили будущим чемпионам Майку Брайану и Джеку Соку несмотря на то, что у них было два матчпоинта.

### 2019 Победа на Роланд Гаррос
Кравиц выиграл свой первый титул в парном разряде на ATP Tour в Нью-Йорке с Мисом.
Вместе с Мисом они сенсационно выиграли титул в парном разряде Открытого чемпионата Франции в качестве несеянных игроков, победив в финале французский дуэт Жереми Шарди и Фабрис Мартен. Эта победа сделала их первой немецкой командой в открытой эре, которая выиграла титул Большого шлема, и первой после Готфрида фон Крамма и Хеннера Хенкеля в 1937 году.
Он выиграл свой первый матч в одиночном разряде в ATP туре в Анталье, одержав победу над Чемом Илькелем в первом раунде.
Следующее успешное выступление в парном разряде последовало на Открытом чемпионате США, где пара дошла до полуфинала. Затем они выиграли турнир в Антверпене, обыграв в финале одну из топовых пар Раджив Рам / Джо Солсбери 7-6(1), 6-3.
Благодаря полуфиналу на Мастерсе в Париже, Кравиц и Мьес обеспечили себе участие в Итоговом турнире года. По ходу турнира они обыграли в первом круге Фабио Фоньини и Фелисиано Лопеса, во втором Марина Чилича и Пабло Куэваса, в четвертьфинале Джейми Маррея и Нила Скупски, а в полуфинале поражение настигло от титулованных теннисистов Николя Маю и Пьера-Юга Эрбера.
В Итоговом турнире на групповом этапе Кравиц и Мьес сначала обыграли пару Жан-Жюльен Ройер / Хория Текэу, однако затем последовали поражения от пары Пьер-Юг Эрбер/Николя Маю и Хуан-Себастьян Кабаль/Роберт Фара. В итоге они не вышли из группы.
На Кубке Дэвиса 2019 Кравиц и Мьес играли в парном разряде. Сначала они выиграли у пары из Аргентины Максимо Гонсалеса и Леонардо Майера 6-7(4), 7-6(2), 7-6(18). Счёт 20:18 на тай-брейке в третьем сете стал рекордным тай-брейком для Кубка Дэвиса. Для сборной Германии эта встреча была важной только с точки зрения счёта и оформила сухую победу 3:0. В матче с Чили после одиночных встреч счёт был 1:1, и парная встреча была решающей. Они выиграли в двух сетах у пары Томас Барриос / Алехандро Табило, принеся Германии победу 2:1. Сборная Германии вышла в четвертьфинал с первого места. Но в четвертьфинале против Великобритании парная встреча не состоялась. Великобритания победила 2:0.

## Рейтинг на конец года
| Год  | Одиночный рейтинг | Парный рейтинг |
| 2024 |                   | 7              |
| 2023 |                   | 21             |
| 2022 |                   | 25             |
| 2021 | 858               | 14             |
| 2020 | 647               | 19             |
| 2019 | 620               | 9              |
| 2018 | 229               | 71             |
| 2017 | 579               | 129            |
| 2016 | 298               | 135            |
| 2015 | 426               | 259            |
| 2014 | 562               | 322            |
| 2013 | 416               | 427            |
| 2012 | 377               | 434            |
| 2011 | 331               | 303            |
| 2010 | 800               | 394            |
| 2009 | 1 258             |                |

## Выступления на турнирах

### Финалы турниров Большого шлема в парном разряде (3)

#### Победы (2)
| №  | Год  | Турнир                         | Покрытие | Партнёр     | Соперники в финале         | Счёт       |
| 1. | 2019 | Открытый чемпионат Франции     | Грунт    | Андреас Мис | Фабрис Мартен Жереми Шарди | 6-2 7-6(3) |
| 2. | 2020 | Открытый чемпионат Франции (2) | Грунт    | Андреас Мис | Мате Павич Бруно Соарес    | 6-3 7-5    |

#### Поражение (1)
| №  | Год  | Турнир                 | Покрытие | Партнёр | Соперники в финале           | Счёт       |
| 1. | 2024 | Открытый чемпионат США | Хард     | Тим Пюц | Макс Пёрселл Джордан Томпсон | 4-6 6-7(4) |

### Финалы Итогового турнираATPв парном разряде (1)

#### Победа (1)
| №  | Год  | Турнир        | Покрытие   | Партнёр | Соперники в финале         | Счёт          |
| 1. | 2024 | Турин, Италия | Хард (зал) | Тим Пюц | Марсело Аревало Мате Павич | 7-6(5) 7-6(6) |

### Финалы турнировATPв парном разряде (23)

#### Победы (12)
| Легенда                       |
| ----------------------------- |
| Турниры Большого шлема (0+2)* |
| Итоговый турнир ATP (0+1)     |
| Мастерс (0)                   |
| АТР 500 (0+5)                 |
| АТР 250 (0+4)                 |

| Титулы по покрытиям | Титулы по месту проведения матчей турнира |
| ------------------- | ----------------------------------------- |
| Хард (0+2)*         | Зал (0+3)                                 |
| Грунт (0+7)         | Зал (0+3)                                 |
| Трава (0+3)         | Открытый воздух (0+9)                     |
| Ковёр (0)           | Открытый воздух (0+9)                     |

* количество побед в одиночном разряде + количество побед в парном разряде.
| №   | Дата            | Турнир                         | Покрытие   | Партнёр      | Соперники в финале                     | Счёт                 |
| 1.  | 17 февраля 2019 | Нью-Йорк, США                  | Хард (зал) | Андреас Мис  | Сантьяго Гонсалес Айсам-уль-Хак Куреши | 6-4 7-5              |
| 2.  | 8 июня 2019     | Открытый чемпионат Франции     | Грунт      | Андреас Мис  | Фабрис Мартен Жереми Шарди             | 6-2 7-6(3)           |
| 3.  | 20 октября 2019 | Антверпен, Бельгия             | Хард (зал) | Андреас Мис  | Раджив Рам Джо Солсбери                | 7-6(1) 6-3           |
| 4.  | 10 октября 2020 | Открытый чемпионат Франции (2) | Грунт      | Андреас Мис  | Мате Павич Бруно Соарес                | 6-3 7-5              |
| 5.  | 2 мая 2021      | Мюнхен, Германия               | Грунт      | Уэсли Колхоф | Йоран Влиген Сандер Жийе               | 4-6 6-4 [10-5]       |
| 6.  | 20 июня 2021    | Халле, Германия                | Трава      | Хория Текэу  | Феликс Оже-Альяссим Хуберт Хуркач      | 7-6(4) 6-4           |
| 7.  | 24 апреля 2022  | Барселона, Испания             | Грунт      | Андреас Мис  | Уэсли Колхоф Нил Скупски               | 6-7(3) 7-6(5) [10-6] |
| 8.  | 1 мая 2022      | Мюнхен, Германия (2)           | Грунт      | Андреас Мис  | Давид Вега Эрнандес Рафаэл Матос       | 4-6 6-4 [10-7]       |
| 9.  | 30 июля 2023    | Гамбург, Германия              | Грунт      | Тим Пюц      | Йоран Влиген Сандер Жийе               | 7-6(4) 6-3           |
| 10. | 21 июля 2024    | Гамбург, Германия (2)          | Грунт      | Тим Пюц      | Фабьен Ребуль Эдуар Роже-Васслен       | 7-6(8) 6-2           |
| 11. | 17 ноября 2024  | Итоговый турнир ATP            | Хард (зал) | Тим Пюц      | Марсело Аревало Мате Павич             | 7-6(5) 7-6(6)        |
| 12. | 22 июня 2025    | Халле, Германия                | Трава      | Тим Пюц      | Андреа Вавассори Симоне Болелли        | 6-3 7-6(4)           |

#### Поражения (11)
| №   | Дата            | Турнир                 | Покрытие   | Партнёр     | Соперники в финале                | Счёт               |
| 1.  | 25 октября 2020 | Кёльн, Германия        | Хард (зал) | Андреас Мис | Равен Класен Бен Маклахлан        | 2-6 4-6            |
| 2.  | 7 марта 2021    | Роттердам, Нидерланды  | Хард (зал) | Хория Текэу | Никола Мектич Мате Павич          | 6-7(7) 2-6         |
| 3.  | 25 апреля 2021  | Барселона, Испания     | Грунт      | Хория Текэу | Хуан Себастьян Кабаль Роберт Фара | 4-6 2-6            |
| 4.  | 18 июля 2021    | Гамбург, Германия      | Грунт      | Хория Текэу | Майкл Винус Тим Пюц               | 3-6 7-6(3) [8-10]  |
| 5.  | 23 апреля 2023  | Мюнхен, Германия       | Грунт      | Тим Пюц     | Лукас Мидлер Александр Эрлер      | 3-6 4-6            |
| 6.  | 18 июня 2022    | Штутгарт, Германия     | Трава      | Тим Пюц     | Никола Мектич Мате Павич          | 6-7(2) 3-6         |
| 7.  | 7 января 2024   | Брисбен, Австралия     | Хард       | Тим Пюц     | Ллойд Гласспул Жан-Жюльен Ройер   | 6-7(3) 7-5 [10-12] |
| 8.  | 23 июня 2024    | Халле, Германия        | Трава      | Тим Пюц     | Симоне Болелли Андреа Вавассори   | 6-7(3) 6-7(5)      |
| 9.  | 7 сентября 2024 | Открытый чемпионат США | Хард       | Тим Пюц     | Макс Пёрселл Джордан Томпсон      | 4-6 6-7(4)         |
| 10. | 11 января 2025  | Аделаида, Австралия    | Хард       | Тим Пюц     | Симоне Болелли Андреа Вавассори   | 6-4 6-7(4) [9-11]  |
| 11. | 20 апреля 2025  | Мюнхен, Германия (2)   | Грунт      | Тим Пюц     | Сем Вербек Андре Йёранссон        | 4-6 4-6            |